# 周子瑜国旗事件
周子瑜国旗事件（：／），是在韓國發展的台灣藝人、TWICE成員周子瑜因2015年底在韓國綜藝節目中手拿中華民國國旗揮舞，被台灣统派藝人黄安在新浪微博舉報是「台獨行為」而引发的一宗事件。黃安微博的發文触发了中國大陆網友的反台獨情緒，演變成抵制周子瑜的聲浪，導致周的手機广告代言遭撤销，TWICE在中國大陆的预定演出被取消；经纪公司JYP娱乐遭到中国大陆人抵制。1月15日，JYP娱乐安排周子瑜錄製影片公開道歉，并声明自己是中國人。由于道歉影片發布于2016年中華民國總統大選的前一日，因此而对选情产生了一定的影响。1月16日，中共中央台湾工作办公室回应此事后，事件逐渐平息。
在台灣有評論認為，道歉影片中的周子瑜像是被伊斯蘭國劫持的人質，臨死前宣讀「悔過」聲明，引起了部分台灣民眾反中國打壓的情緒。時任中華民國總統的馬英九及蔡英文、朱立倫、宋楚瑜三位當時的總統候選人一致公開力挺周子瑜，國內外群起聲援周子瑜。周子瑜事件意外使九二共識一夕之間破功。大選後，台灣智庫民意調查指出周子瑜事件影響約一成左右的選票，使得泛綠陣營的民主進步黨與泛橘陣營的親民黨受益。
中国大陆方面，2016年1月15日，《人民日报》官方微博稱：「涉台独周姓艺人道歉了，一个中国原则不容挑战」；《环球时报》微博则稱：「这次对阵的臺独势力，大陆网友完胜」，同時又說周子瑜只是“无辜的祖国小女孩”，中国中央电视台也開始播放「TWICE」MV，包含周子瑜畫面（此前一度規避TWICE訊息的是北京電視台和安徽電視台）。1月16日，中共中央台办回应此事为“台湾某些政治势力挑拨两岸民众感情”的事件，事件趨於和緩。
韓國方面，社團法人韓國多文化中心批評，JYP娛樂的行為將為台灣撒下反韓感情的火苗。

## 市场背景
两岸三地中，中国大陆的文化产业因自身庞大的经济体量成为华人世界中最大的单一市场，周边国家中，日本、韩国对中国大陆拥有输出优势。其中，韩国虽然国内市场狭小，但拥有成熟的产业体系和强大的输出能力，更在2000年代后更形成世界范围内的韩流。在对中日韩三国文化产业的研究中，数据显示韩国文化产业在国际市场的份额大于日中两国。2014年《北京晚报》的报道中，韩国制作机构表示：中国（中国大陆）已成为韩流最大消费市场。在2017年，中韩关系因萨德事件恶化前（限韩令），韩流在中国大陆市场亦未受到外来干涉和压制。

## 事件人物
周子瑜于1999年6月14日出生於中華民國台南市，13歲時於舞蹈教室練習的影片被JYP娛樂星探相中，赴韓面試成功後，於2012年11月15日開始練習生生涯。2015年參加JYP娛樂與Mnet合作推出的實境選秀節目SIXTEEN，並最終入選為韓國JYP娱乐旗下女子團體TWICE成员。在選秀期間，TVBS曾特地採訪過她，為最早採訪的媒體。周子瑜在多个韩国综艺节目中表示自己来自台湾，周子瑜在韩国出道之后，三立新闻网、自由時報、东森新闻、苹果日报等多家媒体都表达了对她的赞许，称她为“台湾之光”。
黃安是1962年在台灣出生的歌手及主持人，1990年代末到中国大陆發展。2015年10月，黄安就因台湾网友钟屿晨在Facebook上发表的“赚爆支那人的钱来为台独努力”等言论引发的“钟屿晨事件”向中共中央台湾工作办公室实名举報。10月16日，“中共中央台办投诉协调局”针对“钟屿晨事件”回应称决不允许任何人在大陆赚钱却在台湾资助台独分裂活动，并对黄安支持统一反对台独的鲜明立场深表敬意与感谢。其后，黄安多次在新浪微博上檢舉涉嫌支持台獨的台灣藝人和涉嫌支持港独的香港藝人，并致使被举告的台湾艺人盧廣仲的演唱會被取消，香港藝人王喜在所录制的综艺节目中被打马赛克，台湾藝人NONO的多場演出遭到取消。

## 事件始末

### 黃安舉報
2015年11月21日，周子瑜在“我的小电视”节目中手拿中華民國国旗。畫面流出後，引起中國大陸部分網友不滿。2015年11月23日，台湾媒体对周子瑜在韩国节目中秀台语挥国旗进行了报道，并在台湾知名论坛PTT上引发热议，三立引用PTT网友发言称“强国人玻璃心又碎了”。同日，黄安在微博发帖，批判周子瑜舉國旗的行為，並擷取相關畫面，后由于周子瑜粉丝向黄安解释国旗为韩国制作单位放置的，黄安于当日下午删除了该微博。
2016年年初，傳出TWICE受邀参加北京卫视和安徽卫视的春节晚会录制，消息在1月6日分別獲得安徽卫视粉丝网官博與JYP娛樂官方的證實。
2016年1月8日，黄安再次發微博指周子瑜為台獨，并發起对TWICE到中國演出的抵制，內含粉丝解释私信截图、周子瑜挥旗图片、安徽卫视粉丝网官博截图、中共中央台办声明截图等图片。
黃安微博全文：
一位叫周子瑜的台湾女孩，去年她在韩国电视上挥台湾“国旗”，我就曾发微博举报过她，她的“粉丝”代表给我一封私信解释一切，希望我能手下留情。之后，台独电视台三立却拼命的将她打造成“台独艺人”骄傲，“为国争光”。最近这个有一位台独、三位小日本的韩国组合将上安徽卫视春晚，反对的转起来。--1月8日 12:33
周子瑜是不是台獨？拿著“中華民國”青天白日滿地紅的“國旗”就不是台獨了？我告訴大家，周子瑜的背後就是台獨三立電視台！三立每天開闢專欄捧周子瑜，沒有合作關係何以如此？周子瑜又不是什麼天后。我舉報周子瑜就是要讓整天炒作她是“台灣之光”的三立求仁得仁。--1月8日 14:15
我又要再說點國旗的廢話了。因為開始有人用我過去在“龍兄虎弟”的一張照片作文章了。那張照片是1994的，那是什麼年代？那是大台獨、日本人李登輝還承認九二共識的年代，那是我在節目中介紹“青天白日滿地紅國旗”的年代，那是你們這幫想要抹黑我的小台獨還黏在牆上的年代 ，少來這套了。--1月8日 15:21
晚間黃安又連續發文回嗆：
台灣最喜歡臭美的就是所謂的言論自由。今天我舉報周子瑜，不少為了我才去申請的微博小號罵我不應該辱罵、攻擊16歲的女孩？你媽的，我哪裡說過她一句難聽的？你們又是怎麼辱罵台灣人選出來的總統馬英九的？你們台獨罵人就可以，我說你們兩句就受傷了？馬英九民調再低也是現任的 ，你們太過份了。--1月8日 20:54
台獨從小培養長大才成天然成分 這不是蔡英文這個大台獨說的嗎？我就讓大家看看十六歲能做什麼。周子瑜或周子瑜的經紀人，你只要聲明：我支持一個中國，啥事沒有，我立刻刪微博。大陸吃不起茶葉蛋 這話有證據嗎？我還古今台外呢。--1月8日 22:32
中国大陆网站开始出现一些“周子瑜声称自己不是中国人”、“周子瑜是民进党”等虚假言论。JYP娱乐对此未进行回应，话题在新浪微博、天涯论坛、百度贴吧等中国大陆网络社区被更广泛讨论，引發更多网友關注。
此事引起热议后，北京卫视环球春晚在其海报上移除TWICE的照片，官网上也删除了TWICE的訊息，但TWICE仍於1月10日参加了北京卫视的節目录制。华为Y6手机在韩国所做的广告原本由周子瑜代言，1月11日华为官方微博“华为花粉俱乐部”回应称邀周子瑜代言是韩国运营商LG U+决定的，已与LG U+沟通，全面停止了与周子瑜及其经纪公司的合作。
1月13日，邀請TWICE上安徽卫视節目的“明星經紀人揣寶”，在其微博上公布與JYP娛樂交涉的私訊內容，证实原打算1月22日录制节目的安徽卫视已经取消对TWICE的邀请，但要求JYP退还演出费用但被拒绝。JYP的代表表示“不能在中国和台湾之间做选择”，“一個韓國公司他們寧願閉嘴也不願意摻和到政治立場”。同日，黃安接受東森新聞專訪，要求周子瑜發表聲明「認同一個中國，是中國人或認同九二共識」。

### JYP娛樂首次回应
1月13日晚上，JYP娛樂在新浪微博发表正式中文声明，否认周子瑜涉台独，并表示周子瑜尚未成年，其言论不足以构成政治观点，决定取消周子瑜“近期预计在中国进行的全部演艺活动”，直至事实得到澄清。但是事件没有好转，中国大陆网站开始出现JYP封杀旗下大陆练习生的传言，TWICE甚至JYP娛樂旗下的所有艺人的作品被中国大陆多个音乐网站暂时下架。14日凌晨，共青团中央在其官方微博上表示支持JYP旗下多次在节目中自称中国人的香港艺人王嘉尔。日韓等國家的媒體也開始報導此事。
1月14日晚上，JYP娛樂进一步聲明“周子瑜本人堅決支持與尊重一個中國原則”，引起臺灣各界一陣討論。然而，亦有人發現JYP娛樂發表的聲明，被韓國媒體翻譯為 （中文：JYP娛樂旗下艺人周子瑜本人理解與尊重一個中國原則...）。次日凌晨，網友發現此前已将「TWICE」官網上子瑜介绍中的「國籍：TAIWAN」改為「出生地：TAIWAN」的JYP娛樂，又將「TAIWAN」改成簡體中文「中国台湾」。

### 道歉声明
1月15日晚上10點鐘，经纪公司JYP娱乐發布周子瑜道歉影片，影片中周子瑜手拿稿子念出：：
大家好，我有話想對大家說。我是周子瑜，對不起，應該早些出來道歉，因為不知道如何面對現在的情況，一直不敢直接面對大家，所以現在才站出來。中國只有一個，海峽兩岸是一體的，我始終為自己是一個中國人而感到驕傲，我做為一個中國人在國外活動時，由於言行上過失，對公司對兩岸網友的情感造成了傷害，我感到非常非常地抱歉，也很愧疚，我決定中止目前中國的一切活動，認真反省。再次再次地向大家道歉，對不起。
影片在JYP娛樂的官方新浪微博、Twitter、Facebook和YouTube上公開播送，黃安对周子瑜的道歉影片表示欢迎，呼籲網友踴躍轉發该影片。
當晚影片在台灣各大電視上不斷重播，甚至有新聞台除了本來的節目外在螢幕下方另開小窗不間斷地重播該影片，YouTube影片不到一天就有超過180萬的點擊，網友更是灌爆留言。臺灣與海外聲援子瑜的龐大聲浪，並抗議譴責JYP娛樂、中國、黃安，認為這影片猶如恐怖組織ISIS逼迫人質，就像人格斬首。首先由台大批踢踢實業坊的網友進行洗版與檢舉影片。閃靈Doris、雞排妹、歌手大支、姚立明等台灣知名人士首先發言聲援周子瑜，之後事件對社會的影響快速擴大。也有韓國網友認為JYP公司的行為可笑，竟推16歲的周子瑜緊急出面道歉。中國《環球時報》的微信公号刊载的网络文章則對中國國民黨在臉書聲援周子瑜的行為表示「我们就是要封杀你们‘青天白日旗’（青天白日滿地紅旗）在国际社会上的生存空间。你支持你的，我封杀我的，一中各表，各司其职」。

### 后续发展
舉中華民國國旗而被指責為台獨行為引發台灣跨黨派多數民眾不滿，被認為是九二共識謊言被拆穿，民眾质疑九二共識的「各自表述」根本不存在。
周子瑜道歉隔日（1月16日），總統馬英九及蔡英文、朱立倫、宋楚瑜三方總統候選人一致公開譴責黃安，支持周子瑜，認為不需道歉，並對中國大陸表達嚴正立場，希望約束其民間行為。
雖然黨派都做了聲援的動作，多數臺灣媒體皆認同此事影響了次日2016年中華民國總統選舉的結果，許多因為選前蔡英文民調大幅領先朱立倫而本來已認為選舉已無懸念而不打算投票的民眾因為此事件而出門投票；一般認為這些選民投票傾向對支持九二共識的國民黨不利。蔡英文在16日當選總統之後的感言立即提到了周子瑜事件：
這兩天，有一個新聞撼動了台灣社會。有一位在韓國發展的台灣藝人，一個16歲的女生，因為拿著中華民國國旗的畫面，而遭到打壓。這件事，引起了不分黨派的台灣人民普遍的不滿。這件事將會永遠提醒我，團結這個國家、壯大這個國家，並且一致對外，是我做為下一任中華民國總統，最重要的責任。
而中共中央台湾工作办公室回应此事为“某些政治势力”挑拨的事件，重申“坚持九二共识、反对台独”的立场。《人民日报》和《环球时报》等在微博表示：周子瑜只是一个“无辜的祖国小女孩”，大陆中央电视台也開始播放「TWICE」MV周子瑜影片，令大陸网民態度软化。加上新浪微博删除黄安發過的所有微博，大陸部分网民把枪口转向黄安，認為其所為破坏两岸的文艺交流，反周事件趨於和緩。
1月16日，中华民国选举当天傍晚，黄安在新浪微博的4篇博文被删除，评论功能被关闭，大量中國大陸網友的留言神祕消失，他自嘲從「反台獨英雄」成了「人人追打的狗熊」。蔡英文宣布当选后，黄安又发微博，新博文又立即被删除。黄安原定16日晚8点播出的凤凰卫视《一虎一席谈》节目，也改为重播旧节目。有新闻报道当天成为新浪微博敏感词的有“周子瑜”、“蔡英文”、“黄安”、“一虎一席谈”。
1月16日，LG U+称儘管近期爭議紛擾，周子瑜與該公司的合約仍然有效。
1月17日，台灣的蘋果日報报导，大陆的微博網友爆料央視的付费频道“风云音乐”于1月15日和16日相继播出周子瑜与团体“TWICE”的歌舞表演及MV录像带。蘋果日報指出，这似证明了对周子瑜的“封杀”已经解除。
1月18日，JYP公司发表新闻稿称，没有强迫周子瑜道歉，是子瑜与其父母商量后做出的决定。雖然JYP公司表示周子瑜是與赶赴韩国的父母商议後决定道歉，但仍遭台灣人權律師王可富與韓國「社團法人韓國多文化中心」提告JYP公司迫害。
1月18日下午，黃安在微博上公開發出《致台灣同胞聲明》，強調自己的國籍為「中華民國」，「支持九二共識、一中各表」，並稱自己從未說過「揮舞中華民國國旗即是台獨」。1月19日上午，黃安發微博稱「被自己人捅刀感到很受傷」後便不再更新微博，至下午其所發的所有微博被刪光，包括其前一天所發的《致台灣同胞聲明》。
有台灣網友挖出黄安早年手舉中華民國國旗唱中華民國愛國歌曲、歧視中國大陸女性等往事。

### FB表情包大战
中國大陸部分網友則認為周子瑜道歉並非出自真情實意，例如演員林更新就在微博上調侃「道歉來得太突然，還沒來得及背稿」，台湾网民扬言在台湾封杀他。台湾艺人罗志祥在1月14日的活动中表示自己是中国人。台湾网友将罗志祥和林更新两人的Facebook灌爆，回复中多半是批评和台独言论。因周子瑜、羅志祥事件發酵，引起兩岸網友在網路上爆發筆戰。在百度貼吧中具有极高人氣、被称作「帝吧」的「李毅吧」中，有網友發起「攻陷台媒臉書粉絲團活動」，並以「帝吧出征，寸草不生」為標語，號召廣大網友加入。但活動并不順利，利用直播網站实时公布“战况”并组织网友的计划因網管封鎖而流产。。另外，在帝吧貼文中指要以「表情包」、「檢舉」等手段洗版，殺一個措手不及。甚至還出現「帝吧中央集團軍」的臉書社團，超過上萬名成員，當中許多使用簡體字的網友指揮戰略，指要進攻蔡英文、媒體等主戰場，藝人陳沂、何韻詩、羅志祥，甚至韓國娛樂公司JYP娛樂都被列入戰場名單，但由於此行為被部分台灣網友認為無理性又搞笑，所以被PTT鄉民揶揄「帝吧出征，笑到往生」。

## 各方反应

### 中華民國

#### 政府與政界
- 时任中華民國總統馬英九說，「這件事是不對的，我們不能接受」，周子瑜沒必要道歉，「我們支持她」，要大陸當局與人民了解「一個衷心擁抱中華民國的人，絕對不會是台獨」，他強調不論是在國內外，認同中華民國、展示青天白日滿地紅的國旗，都是正當且應獲支持。副總統吳敦義批評「大陸太過分了」[101]。
- 臺灣三位總統候選人在1月16日投票日都公開支持周子瑜。[8]

- 民進黨主席及候選人蔡英文說，任何中華民國國民拿國旗，對國家的認同不該被打壓，此事「嚴重傷害台灣人民的感情」，台灣人應該團結必須要有一致的態度對國際社會表明。
- 國民黨主席及候選人朱立倫1月15日在臉書留言「對於一個16歲的年輕人，這樣太慘忍了。周子瑜，歡迎回家。」1月16日公開表示「強烈譴責南韓經紀公司的行為，以及黃安的行為。」他說，看到道歉畫面非常難過與痛心。國民黨立場是捍衛中華民國、為台灣的民主自由驕傲，「我們的心和所有支持這面青天白日滿地紅國旗的朋友在一起。」1月14日，中国国民党在其官方脸书上贴文表示：“支持国旗，支持周子瑜”。1月16日，國民黨發言人楊偉中辭去職務。
- 親民黨主席及候選人宋楚瑜說，此事傷害兩岸感情，他感到憤怒、不忍與心情沉重，是非常嚴肅的事。宋要求南韓經紀公司正視並採取應有態度，國民與政府也對中國大陸表達應有立場。他呼籲政府要有作為，須保護人民愛國家，提醒中國大陸不能等閒視之。

- 行政院大陸委員會向中共中央台灣工作辦公室表達嚴正立場，此事件已對台灣人民的情感造成嚴重傷害，希望中方約束民間行為，不要因此而影響兩岸關係發展。對於旅中藝人黃安的作法，陸委會表示，黃安的行為影響兩岸藝術表演的正常交流互動，並嚴重影響兩岸關係，陸委會對此表達嚴厲譴責，希望兩岸所有人民應共同珍惜兩岸長期良性交流互動得來不易的成果。[76][103]
- 外交部表示中華民國是主權獨立國家，國旗是主權象徵，周子瑜展示國旗是正當的，外交部會全力捍衛，已經透過駐韓國臺北代表部向周子瑜經紀公司表達嚴正立場，對周表示政府與國民的不捨慰問與支持，了解有否需協助的地方。[104][105]

#### 民間
- 在總統大選投票日中，可見Google首頁的Google Doodle有個「投票→」的告示，右邊則有個青天白日滿地紅的中華民國國旗投票箱（只要在某國政府的公職人員選舉當日，Google都會放上有關於該國選舉的Google Doodle）。這樣的一個圖示引發網友熱議，有網友就在批踢踢發帖表示「Google要被某人檢舉了話說對面國看得到嗎?」不少其他網友也紛紛回應「Google挺台獨 抓到了!!」。[106]
- 网友发现黄安多年前曾在節目《龍兄虎弟》拿中华民国國旗，還唱中華民國愛國歌曲《國恩家慶》[107]，影片中他手舞足蹈地唱歌，背後插著2支國旗，最後還舉著國旗擺出霸氣姿勢[91]。諷刺黄安自己也是台獨。黃安回應，「那張照片是1994年的，那是什麼年代？那是大台獨、日本人李登輝還承認九二共識的年代」，他解釋自己只是在介紹「青天白日滿地紅國旗」的由來，表示網友不要抹黑他。
- 黄安還被挖出曾在《開運鑑定團》[108]節目中用順口溜調侃中國大陸女孩的貞操觀念：「我拿青春賭明天，不給小費算強姦；灑向人間都是愛，該是幾塊給幾塊；灑向人間都是情，便宜一點行不行。」還說有些農家女當街拉客問：「先生，**嗎？」，言詞低俗，涉嫌歧視中國大陸女性。[92]
- 臺灣Yahoo奇摩網站公告，17個臉書粉絲團1月16日起全面停止刊登黃安言論。[109]
- 1月16日，美樂地KTV以“为维护系统完整性，避免冗歌占用空间，……危害系统稳定性”为理由，一共删除了九首冗余歌曲，九首歌都是黄安的歌曲。[110]故鄉KTV也刪除七首黃安的歌曲。[111]
- 1月18日王可富律師前往臺北地方法院按鈴告發黃安及韓國JYP娛樂公司涉嫌觸犯強制罪，他表示有個叫做黄安的人，莫名其妙地用不法手段、妨害自由的手段來強制周子瑜小姐，使得年僅16歲的周小姐因內心非常恐懼而迫使周子瑜在韓國經紀公司JYP的安排下違反她的自由意志出來講她不願意講的話，所以我們提告強制罪的告訴。根據《刑法》第304條強制罪之構成要件是「脅迫使人行無義務之事或妨害人行使權利者」或「以不法加諸他人，非以被害人自由完全受壓制為必要」。王可富認為黃安之惡意行為是導致周子瑜被迫進行非義務之事的罪魁禍首，而經紀公司JYP強迫周子瑜作出違反行使自由意志的道歉行為亦已經觸犯強制罪要件。[112][113][114]

### 中华人民共和国

#### 官方
- 中共中央台湾工作办公室（中共中央臺辦）对此事件表示：“我们支持两岸文化交流、鼓励两岸青年交流的态度是一贯的。希望两岸青年在交流合作中增进了解，不断深化对两岸关系的正确认知，融洽民族感情。对台湾有些政治势力利用两岸民间交往中的个别事件，挑拨两岸民众感情，两岸同胞要高度警惕”。[23]中共中央台办也重申“坚持九二共识、反对台独”的立场。[24]

#### 媒体与民间
- 事件初期大多中国大陆网民因其反台独思想，支持黄安行为，并痛斥泛綠媒體和台湾网民，亦在各網站發表言論參與抵制周子瑜並宣揚周子瑜為台獨分子且羞辱之，甚至在周子瑜道歉並宣稱自己為「中國人」之前，亦曾激烈地反對JYP所有藝人赴中國發展。但也有少數网友对周子瑜的遭遇感到同情，认为她被黃安霸凌，是政治和民粹的牺牲品，黄安这种行为瓦解两岸互信，割裂民间情感认同。[115]而在中共中央台办回应、官方媒体表態，中央电视台也開始播放周子瑜影片，加上新浪微博删除或隐藏黄安一些前後不一言行之後[92]，中国网民態度软化，把枪口转向黄安為破坏两岸的文艺交流，反周事件趨於合緩。[21]
- 2016年1月15日，《人民日报》微博发表评论稱：「涉台独周姓艺人道歉了，一个中国原则不容挑战」[20]；《环球时报》微博则稱：「这次对阵台独势力，大陆网友完胜」，同時又說周子瑜只是一个“无辜的祖国小女孩”[22]。中共中央臺辦表示：周子瑜事件是受“某些政治势力”的挑拨。大陆中央电视台播放周子瑜影片[21]。
- 此前華為的行銷長張曉雲高調宣佈已和LG U+談妥，要全面停止周子瑜的代言工作，但LG U+宣佈，仍將繼續聘用她作為代言人。有中国大陆网友纷纷前往張曉雲的微博表示抗议抵制华为手机[116]。
- 2016年1月17日，《人民日報》海外網旗下微信公號「俠客島」刊發題為《網民「討伐」周子瑜 是民粹的狂歡》文章，承認中國大陸傳媒集體封殺16歲的台灣藝人周子瑜事件，不誇張地說，這件事都能給綠營（民進黨）增加50萬選票。[117][118]
- 2016年1月19日，中國中央電視台新聞頻道主持人白岩松在《新聞1+1》節目中與台灣中天新聞主播盧秀芳進行視訊對話時表示「有一個十幾歲的藝人舉青天白日旗（青天白日滿地紅旗）引發兩岸熱議⋯⋯我當時觀察的角度是如果是台獨的話她一定不會舉青天白日旗」「對於大陸的很多網友來說，我覺得可能不支持她去拿這樣的一個與中华民国有關的東西可以理解，但是你要是說反對她，你也有可能去幫倒忙。仔細有空多翻幾本書，多了解一下背景」[119][120]。

### 
- 事件發生後，韓國多家大型電視新聞都以專題加以報導。[121][122]
- 1月13日，韩国化妆品品牌悦诗风吟在其官方微博上发表声明，声称周子瑜不是悦诗风吟代言人，其个人行为及言论与悦诗风吟无关。[123]
- 韓國多文化公民團體「社團法人韓國多文化中心」以種族歧視及違反人權為由向韓國國家人權委員會（英语：National Human Rights Commission of Korea）舉發申訴JYP及老闆朴軫永逼迫周子瑜拍攝道歉影片，要求針對事件展開詳細調查。[25][124][125]

### 社交网站与媒体
- 周子瑜被发表道歉声明后，在Twitter、Instagram等社交网络上，皆有世界各国网友以不同语言，并标签「#StandByYu」等标签，安慰周子瑜并为其声援。
- 在周子瑜道歉影片出现后，各地网友的声援行动，引起世界各地媒体关注，其中包括《紐約時報》[126]、英国BBC[127]與新加坡《海峡时报》[128]皆有不少篇幅描写此次事件。

## 影響

### 衝擊九二共識
2015年11月7日兩岸領導人會面，會中馬習兩人皆肯定九二共識。台灣行政院長毛治國表示兩岸互不承認主權、互不否認治權，而中共中央台辦主任張志軍表示更堅定一個中國原則的九二共識。兩岸的模糊關係因周子瑜国旗事件而檯面化，兩岸人民的言論也再次證明了各自表述其實就是沒有共識。
此次事件發生後，國民黨主席朱立倫強調，「我還是堅持我們立場，九二共識、一中各表，堅持我們的中華民國」；朱立倫全國競選總部主委胡志強說「說好的一中各表呢？」，認為两岸要互相学习尊重对方。
國會觀察基金會董事長姚立明在政論節目中稱“一個政府最簡單的責任，就是保護人民，在國內，在國外；當她不能保護的時候，她要譴責，她譴責讓她人民受傷害的，周子瑜站在那個地方，像ISIS的被槍決之前的人一樣，有一天台灣2300萬人都要面臨這個狀況，如果我們接受九二共識就是這個狀況……唱国歌的要被封杀，举国旗的要被封杀，去你的中华民国，你的中华民国根本不能表述”。
《財訊》傳媒董事長謝金河16日表示，周子瑜像IS俘虜般神情憔悴的鏡頭震撼了全臺灣，但一個小小的周子瑜意外戳破九二共識只是自我催眠的阿Q精神，一中各表，中華民國根本沒得表，九二共識只剩一中。

### 總統和立法委員選舉
事件發生當晚與隔天投票日，臺灣網友紛紛在網上痛批屈服於中國壓力的韓國JYP公司，並呼籲大家用選票教訓中國，幫周子瑜討公道，說「這樣的中國，那些親中的政黨，你還投得下去嗎？」，也確實激發一些原本無意出門或返鄉的選民投票，希望政治人物要為臺灣發聲。不少游移在民進黨和第三勢力間的選民稱因周子瑜事件而將選票集中投給民主進步黨，在PTT亦有網友發文表示自己因為此事震怒而連夜買機票回台灣投票之事。
周子瑜故鄉的臺南市長賴清德表示這樣的事非常荒謬：周子瑜被誤會不僅僅是臺南市民，全國民眾看了一定非常不捨，也替她打抱不平。他呼籲全體國人用行動拒絕這種粗暴的行為，踴躍出來投票，具體支持周子瑜。
臺北市長柯文哲投票後表示周子瑜事件「催票效果會比軍宅還大」。前中國國民黨立法委員邱毅也認為這件事重創國民黨選情。
學者蕭新煌認為，周子瑜事件讓民眾對國民黨只有中國政策，沒有國際政策的印象更加深刻，估計會讓蔡英文選票增加1到2個百分點。總統和立法委員選舉結束後，TVBS於20日公布民調指周子瑜事件約催出4%出來投票的民眾，相當於50萬票。台灣智庫則於21日公布民意調查稱，11.9％受訪者因周子瑜事件影響區域立委投票選擇；11.4％受訪者因事件影響政黨票選擇。

## 衍生爭議
2024年4月29日，ootb STUDIO官方頻道發布預告宣布TWICE隊長志效成為新節目《세입자》的主持人。但是預告開頭畫面神似周子瑜當年的道歉影片，就連細節也幾乎一樣，引發中國大陸與台灣粉絲的不滿。對此，ootb STUDIO在4月30號刪除了引起爭議的畫面，並且發布了一份英文道歉聲明。聲明中，他們為影片給粉絲帶來的不便道歉，強調製作團隊無意冒犯或傷害任何人。同時，他們也承認影片初版內容考慮不周，在發現問題後已經立即修正。ootb STUDIO承諾會汲取教訓，在未來製作節目時會更加謹慎，避免類似的失誤再次發生。最後，他們感謝粉絲的理解和支持。另一方面，JYP娛樂在4月30號刪除了相關的Twitter貼文，但目前為止沒有對此事做出進一步的回應。
韓籍網紅宋讚養也在粉專上發表看法。他指出，在韓國的YouTube界，當影片涉及道歉或重大說明時，通常有一些明確的慣例，如黑色衣服、淡妝、空白背景等。他認為ootb STUDIO的影片與周子瑜道歉影片在服裝、妝容、背景乃至髮型方面的相似性令人懷疑。他提到，在預告片中，他留意到志效手上拿著一張白紙，這個畫面讓他不禁聯想到周子瑜當年道歉影片中的類似細節。宋讚養表示，儘管這個細節看似微不足道，但他已經可以斷定節目組是刻意「致敬」了這個有爭議的事件。在他看來，志效手持白紙與周子瑜道歉影片中的畫面如此神似，絕非巧合，而是節目企劃人員有意為之的結果。

## 外部連結
- YouTube上的黃安陈述“举报周子瑜支台獨”的理由，始於0分26秒（中文）
- YouTube上的周子瑜：“我為自己是一个中國人而感到驕傲”，始於0分38秒（中文）